# سرگئی آروتچیان
سرگئی آوتی آروتچیان (ارمنی: Սերգեյ Ավետի Արուտչյան؛ زاده ۶ ژوئن ۱۹۱۲ - درگذشته ۲۷ اوت ۱۹۸۶) نقاش اهل ارمنستان بود.

## زندگی‌نامه
وی در ۱۹ ژوئن [سبک قدیمی: ۶ ژوئن] ۱۹۱۲ در باکو در به دنیا آمد و از دانشگاه ملی پلی‌تکنیک ارمنستان (۱۹۳۷) فارغ‌التحصیل گشت. روبن آروتچیان و میکائیل آروتچیان پسر و برادر وی بودند. وی همچنین برنده جوایزی همچون نشان پرچم سرخ کار، چهره هنری شایسته ارمنستان شوروی و نقاش مردمی ارمنستان شوروی شد. وی در ۲۷ اوت ۱۹۸۶ در سن ۷۴ سالگی در ایروان درگذشت.